# Nimrod (コンピュータ)

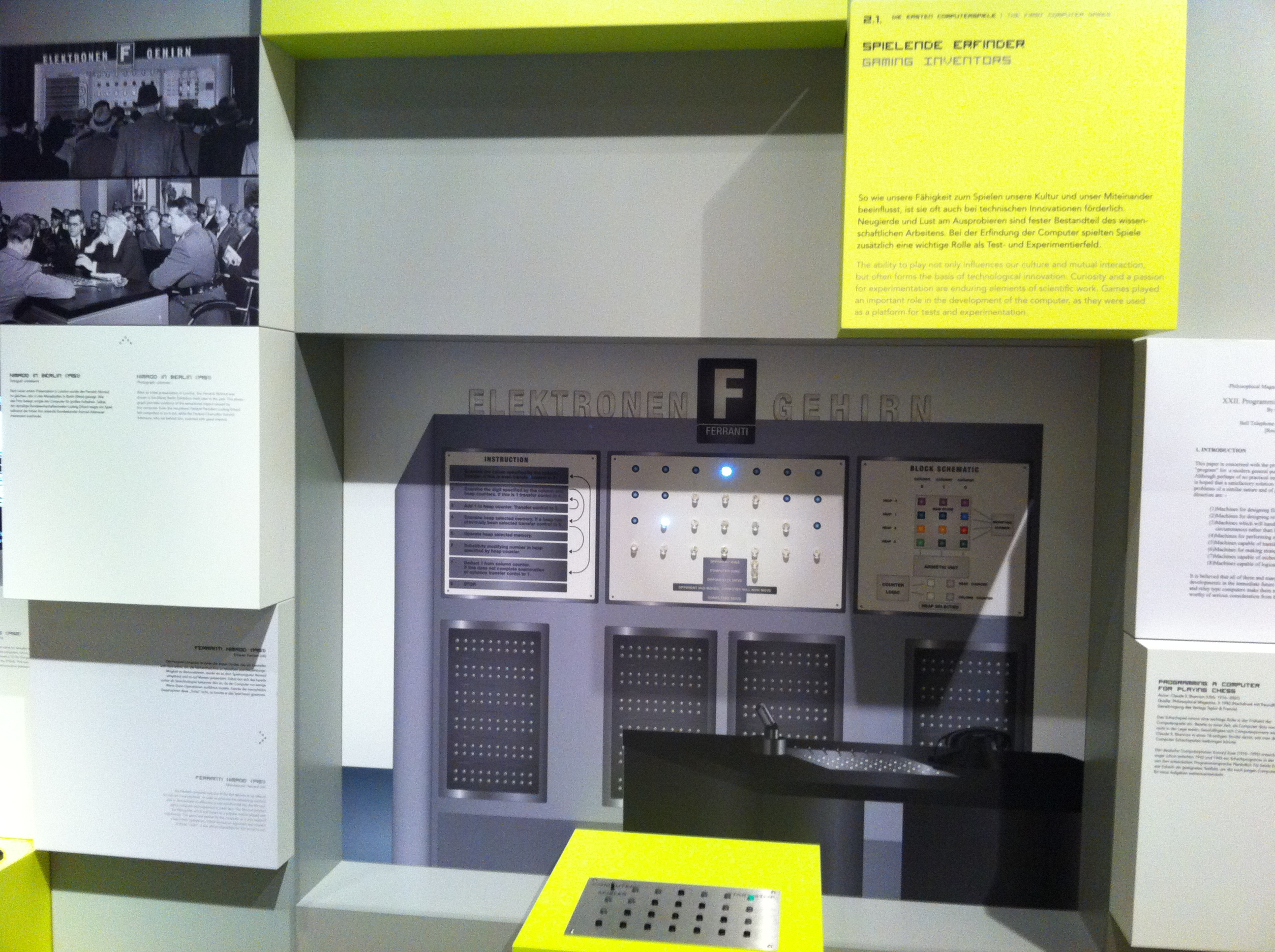
ベルリンComputerspielemuseumに展示されているNimrod

ニムロッド (Nimrod) はニムのゲーム対戦用に特化したコンピュータである。これは、フェランティによって設計・製造され、1951年のen:Festival of Britainにおける科学博覧会で展示された。そのフェスティバルが終了した後、このマシンはベルリンでも展示された。このマシンはコンピュータゲームの歴史において非常に重要であったため、この展示会には連邦首相コンラート・アデナウアーや連邦経済大臣ルートヴィヒ・エアハルトなどの有名な政治家が出席した。
ニムロッドは世界初のゲームプレイ専用デジタルコンピュータであり、このマシンの本当の意図は当時はまだ珍しかったデジタルコンピュータの動作原理を大衆に提示することであった。ニムロッドの原寸よりも小さいレプリカが作成され、en:Computerspielemuseum Berlinに展示されている。

## 構造
| Nimrod | Nimrod |
| ------ | --- |
| 1.     | 指示パネル：ニムロッドのプレイのための使用説明書 |
| 2.     | メインパネル：電球はゲームの過程を観客に示すためにコントロールパネル (5) を反映している。その電球の下にはそのゲームの取りうる可能な状態の記述がある。                                                              |
| 3.     | パネルはゆっくり進むゲーム間にプロセッサの現状の計算状態を示している。この説明文はパネル (1) にある。 |
| 4.     | マシンの真空管チューブが組み込まれた四つの区画。各区画には6×20ブロックで120の真空管が含まれている（設置されたバルブのうち350だけがアクティブであり、残りは初期の失敗をさけるために焼き付けられているだけである）。 |
| 5.     | 制御パネル：デモンストレーションを見せる人はこのパネルのコンピュータに近い側に座り、ゲームのプレイヤーはその反対側に座ることになる。                                                                               |